# インテルジェット
インテルジェット（Interjet）は、かつてメキシコにあった格安航空会社である。正式名称はABC Aerolíneas, S.A. de C.V.で、アエロメヒコ航空とボラリスに次いでメキシコ第三の航空会社だった。メキシコ国内から、カリブ海や中央アメリカ、北アメリカ、南アメリカへ定期便を運行した。2020年に運航停止した。

## 歴史
インテルジェットは2005年12月1日にアレマン・グループの子会社として運航を開始した。定期便の運航は7機のA320でスタートし、メキシコシティへはカリフォルニア航空の発着スロットを取得することで2008年8月に乗り入れることに成功した。

## 就航都市
- メキシコ
  - トルーカ
  - メキシコシティ
  - グアダラハラ
  - プエルト・バヤルタ
  - モンテレイ
  - カンクン
  - ティフアナ
  - サンホセ・デル・カボ
  - シウダー・デル・カルメン
  - タパチュラ
  - トゥストラ・グティエレス
  - チワワ
  - シウダー・フアレス
  - アカプルコ
  - イスタパ/シワタネホ
  - ウアトゥルコ
  - クリアカン
  - ロス・モチス
  - シウダー・オブレゴン
  - エルモシージョ
  - タンピコ
  - メリダ
  - サン・ルイス・ポトシ

## 保有機材
2021年9月現在、インテルジェットの機材は以下の通りである。
| 機材                          | 運用機数 | 発注機数 | 座席数 | 備考                                                                                            |
| ----------------------------- | -------- | -------- | ------ | ----------------------------------------------------------------------------------------------- |
| エアバスA320-200              | 31       | -        | 150    |                                                                                                 |
| エアバスA320-200              | 31       | -        | 162    |                                                                                                 |
| エアバスA320neo               | 3        | 30       | 162    |                                                                                                 |
| エアバスA321-200              | 3        | -        | 192    |                                                                                                 |
| エアバスA321neo               | 5        | -        | 192    |                                                                                                 |
| スホーイ・スーパージェット100 | 23       | -        | 93     | 22機保有しているが、エンジンの技術的問題や不整備により、実際に運用されているのは5機のみである。 |
| 合計                          | 65       | 30       |        |                                                                                                 |

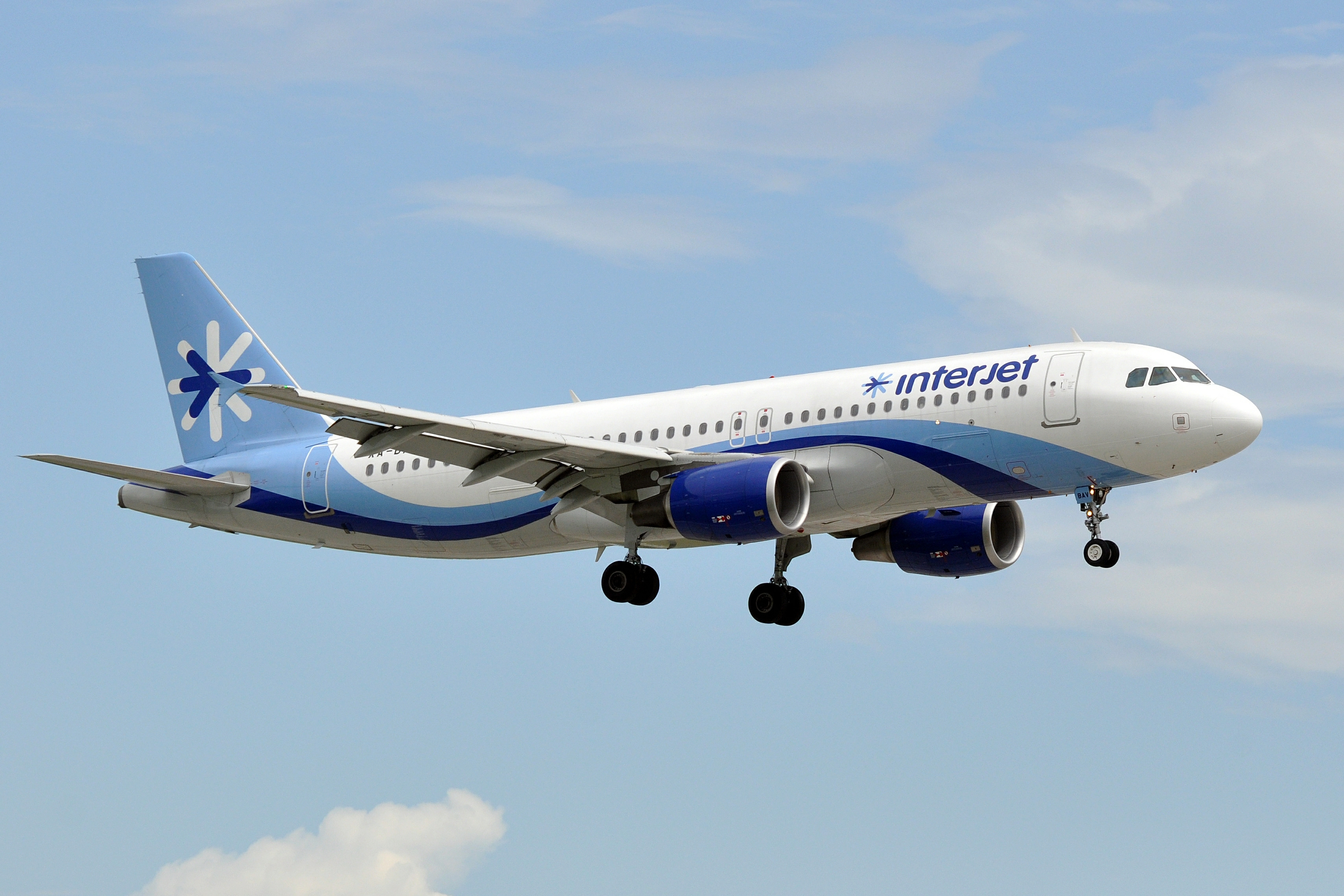
エアバスA320-200
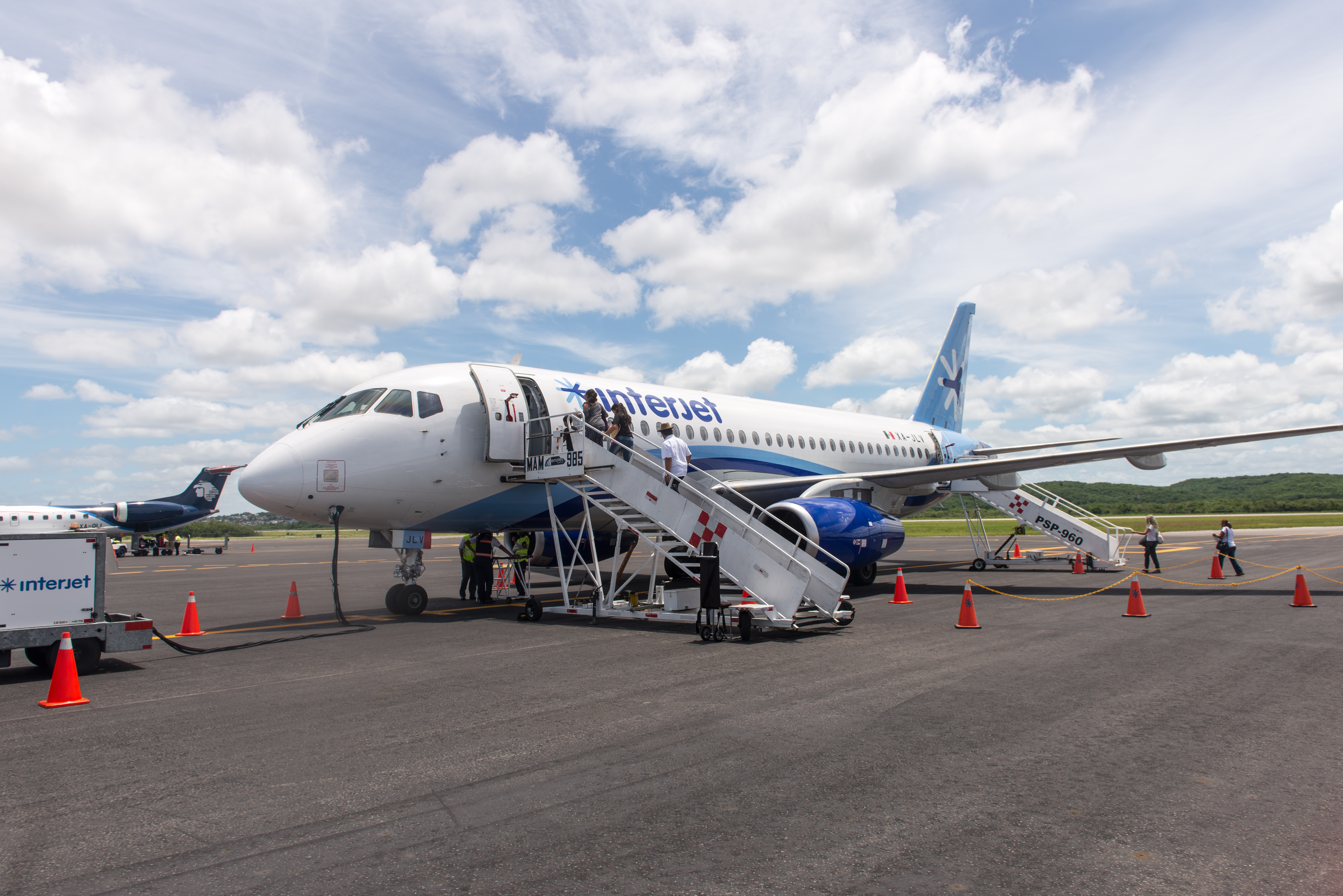
スホーイ・スーパージェット100